# Pitschhausen
Pitschhausen ist eine Wüstung bei Naila im oberfränkischen Landkreis Hof.
Pitschhausen lag nördlich der Stadt Naila zwischen den Gemeindeteilen Oberklingensporn und Schleifmühle. Das Areal erstreckt sich im Tal der Selbitz bis zu einem Bergsporn. Der ehemalige Ortsname ist als Flurbezeichnung und Straßenname erhalten geblieben. Der Stadtrand ist mit einem Wohngebiet in den südlichen Teil der Flur hineingewachsen.
Beim Verkauf der Herrschaft Schauenstein von den von Wolfstriegel an die Nürnberger Burggrafen erscheint „Pitschesgrün“ in den beiden Verkaufsurkunden von 1386. Damit war der Ort eine Exklave der Herrschaft, die erst ab Weidesgrün ein geschlossenes Territorium bildete. Pitschhausen war später Teil der Rittergüter Froschgrün und Schneckengrün. Für Pitschhausen ist in den Urkunden von einem Hof bzw. zwei halben Höfen die Rede. Im Jahr 1509 kaufte Hans von Reitzenstein von Hans von Dobeneck einen Hof in „Petzhausen“. Unter den Zeugen war Fritz von Sparneck. Der letzte Kirchenbucheintrag bezieht sich auf den Todesfall von Hans Poska von Pitschhausen im Jahr 1634. Daraus schließt Hübsch, dass der Ort im Dreißigjährigen Krieg untergegangen ist, nach Hartmann wurde Poska von einfallenden Kroaten erschlagen. Die letzte Erwähnung nach Körner war jedoch im Jahr 1657. Nach Hübsch waren um 1863 noch Mauerreste zu sehen.